# 물뱀자리 에타² b
물뱀자리 에타² b 또는 HD 11977b는 물뱀자리 방향으로 지구에서 약 217광년 떨어진 곳에 있는 외계 행성이다. 어머니 항성의 질량으로 미루어 보아, A형 분광형을 지니는 다른 주계열성들 주위에도 행성들이 존재할 가능성이 있다.

## 참고 문헌
- Setiawan, J., Rodmann, J., da Silva, L., Hatzes, A., Pasquini, L., von der Lühe, O., de Medeiros, J., Döllinger, M., Girardi, L. (2005년). “A substellar companion around the intermediate-mass giant star HD 11977”. 《Astronomy & Astrophysics》 437: L31 – L34. doi:10.1051/0004-6361:200500133.